# Hyale media
Hyale media är en kräftdjursart som först beskrevs av James Dwight Dana 1853.  Hyale media ingår i släktet Hyale och familjen Hyalidae. Inga underarter finns listade i Catalogue of Life.